# 九龍巴士N60線
九龍巴士N60線是香港的一條節日特別巴士路線，由荃灣鐵路站往屯門碼頭。
雖然本路線在2013年2月9日後沒有再提供服務，但在九巴路線收費表中，仍有此路線資料。

## 歷史
- 1990年12月：投入服務，原稱60S，只於中秋節、聖誕節、農曆新年期間行走，由荃灣地鐵站開往屯門市中心
- 1992年2月：增設回程
- 1996年12月：改稱N60
- 2000年9月13日：回復單向由荃灣地鐵站出發，屯門總站延長至屯門碼頭
- 2006年：改為袛在聖誕節及農曆新年期間行走
- 2013年1月1日：增設元旦日凌晨服務。
- 2013年2月9日：最後一次提供服務，而隨後的聖誕節、元旦日及翌年農曆新年間均沒有再提供服務。

## 服務時間
- 00:55-02:30：15-20分鐘一班
  - 只在聖誕節、平安夜及農曆新年期間行走

## 收費
- 全程收費：$16.9
  - 屯門市中心往屯門碼頭：$9

## 途經街道
- 西樓角路，青山公路，屯門公路，屯喜路，屯匯街，屯門市中心巴士總站，屯門鄉事會路，海珠路，海皇路，皇珠路，龍門路及湖翠路。

## 沿途各站
| 屯門碼頭方向 | 屯門碼頭方向                 | 屯門碼頭方向                              |
| ------------ | ---------------------------- | ----------------------------------------- |
| 車站         | 車站名稱                     | 位置                                      |
| 1            | 荃灣站巴士總站               | 荃灣站公共運輸交匯處（總站設於59M月台）   |
| 2            | 福來邨永康樓                 | 青山公路－荃灣段                          |
| 3            | 荃景圍天橋                   | 青山公路－荃灣段                          |
| 4            | 屯門市中心巴士總站（落客站） | 屯匯街                                    |
| 5            | 屯門市中心巴士總站           | 屯門市中心公共運輸交匯處                  |
| 6            | 安定邨                       | 屯門鄉事會路                              |
| 7            | 兆麟苑                       | 屯門鄉事會路                              |
| 8            | 豐景園                       | 海珠路                                    |
| 9            | 富健花園                     | 龍門路                                    |
| 10           | 新屯門中心                   | 龍門路                                    |
| 11           | 兆山苑                       | 龍門路                                    |
| 12           | 蝴蝶邨蝶心樓                 | 湖翠路                                    |
| 13           | 湖景邨湖碧樓                 | 湖翠路                                    |
| 14           | 屯門碼頭巴士總站             | 屯門碼頭公共運輸交匯處（總站設於59M月台） |